# هنري إل. دوز
هنري إل. دوز (بالإنجليزية: Henry L. Dawes)‏ هو محامي ومُحرِّر وصحفي وسياسي أمريكي، ولد في 30 أكتوبر 1816 في الولايات المتحدة، وتوفي في 5 فبراير 1903 في نفس البلد. حزبياً، نشط في الحزب الجمهوري. وقد انتخب عضو مجلس نواب ماساتشوستس وانتخب عضو مجلس النواب الأمريكي وانتخب عضو مجلس الشيوخ الأمريكي.

## روابط خارجية
- هنري إل. دوز على موقع إن إن دي بي (الإنجليزية)